# Keely Smith

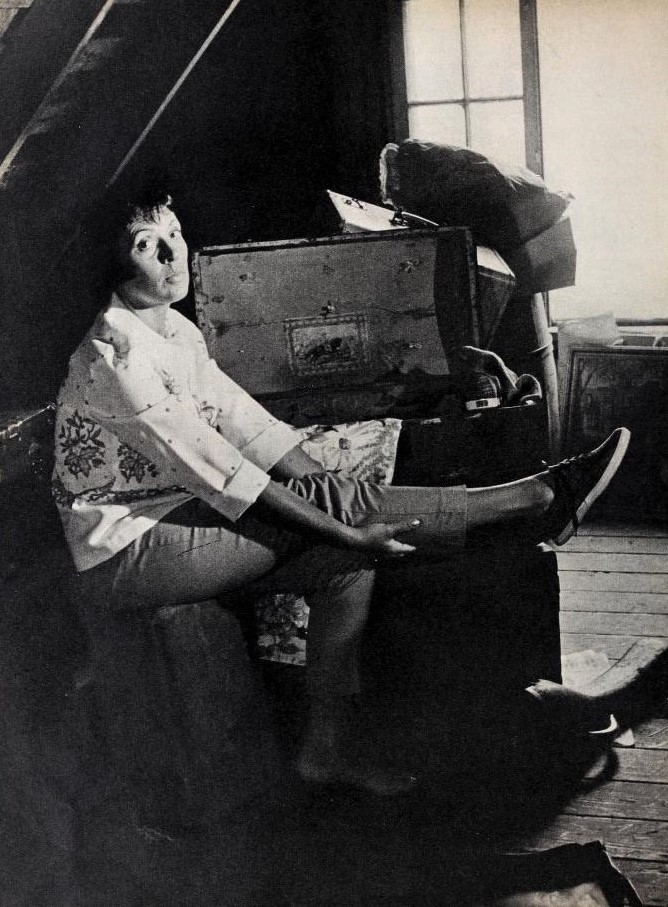
Keely Smith, 1961

Keely Smith (* 9. März 1928 als Dorothy Jacqueline („Dot“) Keely in Norfolk, Virginia; † 16. Dezember 2017) war eine US-amerikanische Jazz- und Pop-Sängerin. Sie erreichte ihre größte Popularität in den 1950er und 1960er Jahren vor allem durch ihre Zusammenarbeit mit Louis Prima und Frank Sinatra.

## Biografie
Keely Smiths Karriere als Sängerin begann mit 14 Jahren, als sie in der Band der Marineflieger in ihrer Heimatstadt sang. Mit 15 erhielt sie ihren ersten bezahlten Job in der Earl Bennett Band.
Mit Louis Prima trat Smith zum ersten Mal 1949 vor das Mikrofon. Sie nahmen danach viele Songs gemeinsam auf und gingen auch zusammen auf die Bühne. Die beiden heirateten 1953. That Old Black Magic (geschrieben von Johnny Mercer und Harold Arlen) wurde 1958 ein Top-20-Hit in den USA; das Paar wurde für seine Aufnahme des Liedes bei der ersten Grammy-Verleihung 1959 in der Kategorie „Beste Darbietung einer Gesangsgruppe“ ausgezeichnet. Kleinere Hits mit I’ve Got You Under My Skin und Bei Mir Bist Du Schoen, einem Cover des Hits der Andrews Sisters von 1937, folgten.
Das Paar war mit seiner Show (bei der Saxophonspieler Sam Butera die musikalische Leitung hatte) eine der Hauptattraktionen der Lounge-Szene in Las Vegas in den 1950er Jahren; fünf Mal in der Woche traten sie in der Casbar Lounge des Sahara Casinos auf. Dabei zogen sie mit dem ausgefeilten musikalischen Arrangement und der humorvollen Show nicht nur Spieler und Touristen an – unter den Zuschauern fanden sich regelmäßig die größten Stars dieser Zeit wie Frank Sinatra, Dean Martin, Sammy Davis Jr., Spencer Tracy, Gary Cooper, Natalie Wood, Robert Wagner, Howard Hughes und der junge Senator John F. Kennedy (bei dessen Amtseinführung als Präsident Keely dann auch sang). Die Shows wurden teilweise aufgenommen und auf Langspielplatten veröffentlicht, die regelmäßig hohe Platzierungen in den Charts erreichten. Keely brachte über die gemeinsamen Arbeiten mit Prima hinaus auch die Solo-Single I Wish You Love heraus, die ihr eine Grammy-Nominierung brachte und sich in den USA mehr als eine Million Mal verkaufte.
1958 feierte Keely ihr Filmdebüt an der Seite von Robert Mitchum in Kilometerstein 375; ein Jahr später trat sie in dem Film Hey Boy! Hey Girl! an der Seite ihres Mannes auf. 1961 ließ Keely sich von Prima wegen seiner Affären und seiner Gewalttätigkeit scheiden. Wenig später lehnte sie einen Heiratsantrag von Frank Sinatra ab, weil er ihr zu viel fluchte – das wäre kein Umgang für ihre zwei kleinen Töchter gewesen, sagte sie in einem Interview 2001. Sie schloss einen Vertrag mit Reprise Records, wo sie unter der Leitung von Nelson Riddle weitere Platten aufnahm. 1965 schaffte sie es in Großbritannien in die Charts, mit einem Album von Beatles-Coverversionen (The Lennon-McCartney Songbook, höchste Platzierung Rang 12). Sie heiratete erneut und zog sich aus dem Musikbusiness zurück.
Ihre bekanntesten Fans sind Schauspieler Robert De Niro und Regisseur Martin Scorsese, die Keelys Musik in vielen Filmen verwendet haben, so in Die durch die Hölle gehen, Casino und Sein Name ist Mad Dog. Außerdem hörte man sie unter anderem in den Kinohits Reine Nervensache, Big Night. 1985 feierte sie mit I’m in Love Again ein Comeback; sie erhielt einen Stern auf dem Hollywood Walk of Fame. Ihre Alben Keely Sings Sinatra (2001), für das sie erneut eine Grammy-Nominierung erhielt, sowie Swing, Swing, Swing (2002) und Keely Swings Basie Style with Strings (2002) sind von Kritikern wie Fans wohlwollend aufgenommen worden. 2005 veröffentlichte Smith Vegas ’58 – Today, eine Zusammenstellung von Liveaufnahmen ihrer bekanntesten Songs. Produziert wurde sie in den letzten Jahren von ihrem langjährigen Ehemann Bobby Milano.
Bis wenige Jahre vor ihrem Tod gab sie in den USA immer wieder Konzerte; im New Yorker Café Carlyle stand sie im April 2007 den gesamten Monat auf der Bühne. Ende 2007 sah man sie in John Landis’ Dokumentation Mr. Warmth: The Don Rickles Project über die Karriere des Schauspielers und Comedian Don Rickles. Bei der 50. Grammy-Verleihung am 10. Februar 2008 trug Keely Smith gemeinsam mit Kid Rock das Lied That Old Black Magic vor, für das ihr und Louis Prima bei den ersten Grammy-Awards 1959 der Musikpreis verliehen worden war.

## Diskografie
- I Wish You Love (Capitol, 1957)
- Swingin’ Pretty (Capitol, 1959)
- Cheerokeely Swings (Jasmine, 1962)
- Swing, Swing, Swing (Concord, 2000)
- Keely Sings Sinatra (Concord, 2001)
- Keely Swings Basie Style ... with strings (Concord, 2002)